# Bałykczy
Bałykczy (kirg. Балыкчы) – miasto w Kirgistanie w Obwodzie Issykkulskim w rejonie Ysyk-Köl.
Miasto liczy 40 tys. mieszkańców (2006). 
Leży na zachodnim brzegu jeziora Issyk-kul. 
W latach 1991–1993 nosiło taką samą nazwę jak jezioro (Issyk-kul), a przedtem nazywało się Rybaczje (Рыбачье), co oznacza w języku rosyjskim Rybaki, tak samo jak obecna nazwa kirgiska.
Przez miasto przebiega skrzyżowanie dróg krajowych A365 i A363.